# John Barbirolli
John Barbirolli, John Giovanni Battista Barbirolli, född 2 december 1899 i Holborn, London, död 29 juli 1970 i London, var en brittisk dirigent.
Barbirolli var ursprungligen violoncellvirtuos, från 1925 verksam som konsert- och operadirigent vid London Symphony Orchestra, Barbirollis kammarorkester, London Philharmonic Orchestra och Royal Opera House. 1937 blev han på Arturo Toscaninis förslag dennes efterträdare som dirigent för New York Philharmonic. 1938 dirigerade han ett antal radiokonserter med Fords symfoniorkester och blev känd för ett flertal grammofoninspelningar.

Han ledde senare många andra stora orkestrar, såsom Hallé Orchestra i Manchester, Houston Symphony och Berlinfilharmonikerna.